# Kaffeine
Kaffeine — медиапроигрыватель для UNIX-подобных операционных систем со средой KDE.
По умолчанию Kaffeine использует движок xine, но поддерживается также и GStreamer. Кроме того, он позволяет использовать бинарные кодеки для проприетарных форматов. В рамках проекта создан плагин для браузера Mozilla, запускающий проигрыватель для воспроизведения потокового контента.
В число основных возможностей проигрывателя входят DVB, DVD, Video CD и Audio CD.

## Функции
- Поддержка плей-листов.
- Сохранение видеопотока из файла, скриншоты.
- Поддержка субтитров, множественных аудиоканалов, DVD-меню.
- Извлечение аудиодорожек с Audio CD.
- Интеграция с irkick для управления с помощью пульта дистанционного управления.
- Возможность просмотра цифрового телевидения DVB-каналов с помощью TV-тюнера. В том числе поддерживает управление мотоподвесом спутниковой тарелки в DVB-S/S2-тюнерах (DiSEqC 1.2 и USALS).